# Liste d'œuvres d'art public dans le département de la Charente
Cet article vise à recenser les œuvres d'art dans l'espace public dans le département de la Charente, en France.

## Liste
Les œuvres sont classées par ordre alphabétique de communes et, au sein de celles-ci, par ordre chronologique d'installation, dans la mesure des informations disponibles.

### Sculptures
| Œuvre                                            | Auteur                                                             | Commune                  | Localisation                                                                                   | Notes | Installation | Coordonnées                        | Illustration |
| ------------------------------------------------ | ------------------------------------------------------------------ | ------------------------ | ---------------------------------------------------------------------------------------------- | --- | ------------ | ---------------------------------- | --- |
| La Dame des marais                               | Marc Deligny                                                       | Aigre                    | À déterminer                                                                                   | | À déterminer | 45° 53′ 43″ nord, 0° 00′ 41″ est   | La Dame des marais |
| Buste de Marcellin Leroy                         | À déterminer                                                       | Angoulême                | À déterminer                                                                                   | Représente Marcellin Leroy. | À déterminer | à géolocaliser                     | Buste de Marcellin Leroy |
| Hommage à Hergé                                  | Zhang Chongren                                                     | Angoulême                | Cité internationale de la bande dessinée et de l'image                                         | | 1987         | 45° 38′ 54″ nord, 0° 09′ 22″ est   | Hommage à Hergé |
| Statue de Marguerite d'Angoulême                 | Jacques Joseph Émile Badiou de la Tronchère et Raymond Guimberteau | Angoulême                | Sur la place de l'Hôtel de ville, au bord de la rue de l'Arsenal, à côté de l'hôtel de ville   | Représente Marguerite de Valois-Angoulême. | 1877         | 45° 38′ 55″ nord, 0° 09′ 24″ est   | Statue de Marguerite d'Angoulême |
| Statue de Jean d'Orléans                         | Gustave-Louis Gaudran                                              | Angoulême                | Dans le square Girard II, au chevet de la cathédrale Saint-Pierre                              | Représente Jean d'Orléans. | 1876         | à géolocaliser                     | Statue de Jean d'Orléans« Monument au comte Jean de Valois, comte d'Angoulême à Angoulême », sur À nos grands hommes                                           |
| Les Âmes simples                                 | Pierre Albert-Birot                                                | Angoulême                | Dans le square Saint-André                                                                     | | 1903         | à géolocaliser                     | Image manquante |
| Monument à Sadi Carnot                           | Raoul Verlet                                                       | Angoulême                | Sur la place de New-York (anciennement place de l'Hémicycle), en face du 22 rue rempart Desaix | Représente Sadi Carnot. | À déterminer | 45° 38′ 51″ nord, 0° 09′ 10″ est   | Monument à Sadi Carnot |
| Médaillon du docteur Jean Bouillaud              | René Pajot                                                         | Angoulême                | Sur l'une des tours de l'hôtel de ville, côté rue de l'arsenal                                 | Représente Jean Bouillaud. | 1950         | à géolocaliser                     | Image manquante |
| Buste de Ludovic Trarieux                        | À déterminer                                                       | Aubeterre-sur-Dronne     | Place Trarieux                                                                                 | Représente Ludovic Trarieux. L'original de 1928, réalisé par Jean Boucher est fondu sous le régime de Vichy, dans le cadre de la mobilisation des métaux non ferreux. Un buste de remplacement est installé[Quand ?]. Il est volé en 1987. | 1991         | 45° 16′ 17″ nord, 0° 10′ 12″ est   | Buste de Ludovic Trarieux |
| L'Aurore                                         | Alexandre Schoenewerk                                              | Barbezieux-Saint-Hilaire | Devant l'hôtel de ville                                                                        | Exposée dans le musée des Beaux-Arts de Lyon en 1873. | 1951         | à géolocaliser                     | Image manquante |
| Horloge                                          | Maurice Harvey, Denys Heppell, Clermont Gagnon                     | Bréville                 | À déterminer                                                                                   | | À déterminer | à géolocaliser                     | Horloge |
| Phronésis                                        | André Sandel                                                       | Bréville                 | À déterminer                                                                                   | | À déterminer | à géolocaliser                     | Phronésis |
| La Porte horizon                                 | José Luis Torres                                                   | Bréville                 | À déterminer                                                                                   | | À déterminer | à géolocaliser                     | Image manquante |
| Quatre par quatre                                | Gabriel Simard                                                     | Bréville                 | À déterminer                                                                                   | | À déterminer | à géolocaliser                     | Image manquante |
| Statue équestre de François Ier                  | Antoine Étex                                                       | Cognac                   | Sur la place François-Ier                                                                      | Représente François Ier. | 1864         | 45° 41′ 36″ nord, 0° 19′ 31″ ouest | Statue équestre de François Ier |
| Le Dragon bleu                                   | Cyril Karénine                                                     | Cognac                   | Sur la place François-Ier                                                                      | | À déterminer | à géolocaliser                     | Image manquante |
| Buste d'Émile Roux                               | René Pajot                                                         | Confolens                | Sur la place Émile Roux                                                                        | Représente Émile Roux. | 1937         | à géolocaliser                     | Image manquante |
| Danseurs et un globe                             | À déterminer                                                       | Confolens                | Sur le rond-point de la RD 948 et de la RD 951                                                 | | 2010         | à géolocaliser                     | Image manquante |
| Statue de sainte Marie de l'Immaculée Conception | À déterminer                                                       | Étagnac                  | Sur la pointe du toit de l'EHPAD Sainte Marie                                                  | | À déterminer | à géolocaliser                     | Statue de sainte Marie de l'Immaculée Conception(en) « Sainte Marie de l'Immaculée Conception à Étagnac », sur René et Peter van der Krogt                     |
| Buste de Paul Déroulède                          | Lucien Pallez                                                      | Gurat                    | Sur la place Paul Déroulède, au bord de la RD 17, près de la Poste                             | Représente Paul Déroulède. | 1899         | 45° 25′ 46″ nord, 0° 16′ 11″ est   | Buste de Paul Déroulède |
| L'Homme de Marillac                              | À déterminer                                                       | Marillac-le-Franc        | À déterminer                                                                                   | | À déterminer | 45° 44′ 09″ nord, 0° 25′ 45″ est   | L'Homme de Marillac |
| Buste du docteur Paul Lacombe,                   | À déterminer                                                       | Montbron                 | Rue de Limoges                                                                                 | Représente Paul Lacombe. | 1910         | à géolocaliser                     | Buste du docteur Paul Lacombe« Monument au docteur Lacombe à Montbron », sur À nos grands hommes,« Monument au docteur Lacombe à Montbron », sur e-monumen     |
| Buste de Marc-René de Montalembert,              | Émile Peyronnet                                                    | Ruelle-sur-Touvre        | Sur la place Montalembert                                                                      | Représente Marc-René de Montalembert. L'original de 1906 est fondu sous le régime de Vichy, dans le cadre de la mobilisation des métaux non ferreux.                                                                                       | 1957         | à géolocaliser                     | Buste de Marc-René de Montalembert« Monument à Montalembert à Ruelle-sur-Touvre », sur À nos grands hommes,« Monument à Montalembert à Ruelle », sur e-monumen |
| La Jeunesse                                      | Félix Voulot                                                       | Ruffec                   | Sur la place Aristide-Briand                                                                   | | 1911         | à géolocaliser                     | Image manquante |
| Lion                                             | À déterminer                                                       | Saint-Maurice-des-Lions  | À déterminer                                                                                   | | À déterminer | 45° 57′ 54″ nord, 0° 42′ 08″ est   | Lion |
| Buste de Pierre-Émile Martin                     | À déterminer                                                       | Sireuil                  | À déterminer                                                                                   | Représente Pierre-Émile Martin. | À déterminer | à géolocaliser                     | Buste de Pierre-Émile Martin |
| Buste du docteur Élie Séverin Dumas              | À déterminer                                                       | Villebois-Lavalette      | Dans le jardin de la mairie                                                                    | | À déterminer | à géolocaliser                     | Image manquante |

### Monuments aux morts
| Œuvre                                                         | Auteur                               | Commune                  | Localisation                                                                       | Notes                                 | Installation | Coordonnées                        | Illustration |
| ------------------------------------------------------------- | ------------------------------------ | ------------------------ | ---------------------------------------------------------------------------------- | ------------------------------------- | ------------ | ---------------------------------- | --- |
| Monument aux morts de 1870-1871                               | À déterminer                         | Aigre                    | Dans le cimetière                                                                  |                                       | 1910         | à géolocaliser                     | Image manquante |
| Monument aux morts                                            | À déterminer                         | Ars                      | À déterminer                                                                       |                                       | À déterminer | à géolocaliser                     | Monument aux morts |
| Monument aux militaires morts pour la Patrie                  | Raoul Verlet                         | Angoulême                | Au milieu du carré militaire du cimetière de Bardines                              |                                       | 1901         | à géolocaliser                     | Monument aux militaires morts pour la Patrie« Monument aux militaires morts pour la Patrie à Angoulême », sur À nos grands hommes |
| Monument aux Déportés                                         | À déterminer                         | Angoulême                | Devant la gare                                                                     |                                       | À déterminer | à géolocaliser                     | Image manquante |
| Monument aux morts                                            | À déterminer                         | Blanzac-Porcheresse      | Sur la place Saint-Arthémy, près de l'église Saint-Arthémy                         |                                       | À déterminer | 45° 28′ 32″ nord, 0° 01′ 54″ est   | Monument aux morts de Blanzac-Porcheresse                                                                                         |
| Monument aux morts                                            | À déterminer                         | Bouëx                    | Devant l'église Saint-Étienne                                                      |                                       | À déterminer | à géolocaliser                     | Monument aux morts« Monument aux morts 1914-1918 à Bouëx », sur À nos grands hommes                                               |
| Monument aux morts au combat du 29 août 1944 de Douvesse      | Jean Meulin                          | Bouteville               | Au lieu dit « Champ du Puits », au bord du chemin Boisné                           |                                       | 1946         | 45° 37′ 16″ nord, 0° 07′ 46″ ouest | Monument au combat du 29 août 1944 de Douvesse                                                                                    |
| Monument aux morts                                            | L. Borgioli et A. Mayolle            | Boutiers-Saint-Trojan    | Intersection de la rue des Écoles (RD 156) et de la route de Saint-Trojan (RD 402) |                                       | À déterminer | 45° 42′ 43″ nord, 0° 18′ 06″ ouest | Monument aux morts de Boutiers-Saint-Trojan                                                                                       |
| Monument aux morts                                            | À déterminer                         | Chazelles                | À déterminer                                                                       |                                       | À déterminer | à géolocaliser                     | Monument aux morts |
| Monument aux morts                                            | Albert Bartholomé                    | Cognac                   |                                                                                    | L'épée est brisée dans les années 80. | À déterminer | à géolocaliser                     | Monument aux morts |
| La Confolentaise et l'Enfant (monument aux morts)             | Henri Coutheillas                    | Confolens                | Dans le square Jules Halgand                                                       |                                       | 1924         | à géolocaliser                     | Image manquante |
| Poilu au repos (monument aux morts)                           | Copie d'après Étienne Camus          | Genac                    | Au bord de la RD 19, devant la mairie                                              |                                       | À déterminer | 45° 47′ 51″ nord, 0° 01′ 34″ est   | Monument aux morts de Genac |
| Monument aux morts                                            | À déterminer                         | Jarnac                   | À déterminer                                                                       |                                       | À déterminer | à géolocaliser                     | Image manquante |
| Monument aux morts                                            | À déterminer                         | Juillac-le-Coq           | À déterminer                                                                       |                                       | À déterminer | à géolocaliser                     | Monument aux morts |
| Monument aux morts                                            | À déterminer                         | La Couronne              | À déterminer                                                                       |                                       | À déterminer | à géolocaliser                     | Monument aux morts |
| Monument aux morts                                            | À déterminer                         | Lessac                   | À côté de l'église Saint-Pierre                                                    |                                       | À déterminer | à géolocaliser                     | Monument aux morts |
| Monument aux morts                                            | À déterminer                         | Mainxe                   | À déterminer                                                                       |                                       | À déterminer | à géolocaliser                     | Monument aux morts |
| Monument aux morts                                            | À déterminer                         | Marthon                  | À déterminer                                                                       |                                       | À déterminer | à géolocaliser                     | Monument aux morts |
| Monument aux morts                                            | Émile Peyronnet                      | Montbron                 | Devant la mairie                                                                   |                                       | À déterminer | à géolocaliser                     | Monument aux morts« Monument aux morts de 1914-1918 à Montbron », sur À nos grands hommes                                         |
| Monument aux morts                                            | Émile Peyronnet                      | Montmoreau-Saint-Cybard  | Devant l'église Saint-Denis                                                        |                                       | À déterminer | à géolocaliser                     | Image manquante |
| Monument aux morts                                            | À déterminer                         | Paizay-Naudouin-Embourie | À déterminer                                                                       |                                       | À déterminer | à géolocaliser                     | Monument aux morts |
| Monument aux morts                                            | À déterminer                         | Pérignac                 | À déterminer                                                                       |                                       | À déterminer | à géolocaliser                     | Monument aux morts |
| Poilu baïonnette au canon (d) (monument aux morts)            | Copie d'après Étienne Camus          | Pressignac               | À déterminer                                                                       |                                       | À déterminer | à géolocaliser                     | Poilu baïonnette au canon (d) (monument aux morts)                                                                                |
| Monument aux morts                                            | À déterminer                         | Rancogne                 | À déterminer                                                                       |                                       | À déterminer | à géolocaliser                     | Monument aux morts |
| Monument aux morts                                            | À déterminer                         | Rouillac                 | À déterminer                                                                       |                                       | À déterminer | à géolocaliser                     | Monument aux morts |
| Monument aux morts                                            | À déterminer                         | Roussines                | Devant la mairie                                                                   |                                       | À déterminer | à géolocaliser                     | Monument aux morts |
| Monument aux morts de 1870-1871                               | Henri Donati                         | Ruffec                   | Sur la place de la Gare                                                            |                                       | À déterminer | à géolocaliser                     | Image manquante |
| Monument aux morts                                            | À déterminer                         | Saint-Brice              | À déterminer                                                                       |                                       | À déterminer | à géolocaliser                     | Monument aux morts |
| Monument aux morts                                            | À déterminer                         | Saint-Christophe         | Près de l'église Saint-Christophe                                                  |                                       | À déterminer | à géolocaliser                     | Monument aux morts |
| Poilu au repos (monument aux morts)                           | Copie d'après Étienne Camus          | Saint-Claud              | Sur la place Sadi Carnot, au bord de l'avenue Pasteur (RD 739)                     |                                       | À déterminer | 45° 53′ 40″ nord, 0° 27′ 56″ est   | Monument aux morts de Saint-Claud                                                                                                 |
| Monument aux morts                                            | À déterminer                         | Saint-Félix              | À déterminer                                                                       |                                       | À déterminer | à géolocaliser                     | Monument aux morts |
| Poilu au repos (monument aux morts)                           | Copie d'après Étienne Camus          | Saint-Genis-d'Hiersac    | Devant la mairie                                                                   |                                       | À déterminer | à géolocaliser                     | Poilu au repos (monument aux morts)                                                                                               |
| Monument aux morts                                            | À déterminer                         | Saint-Preuil             | À déterminer                                                                       |                                       | À déterminer | à géolocaliser                     | Monument aux morts |
| Poilu écrasant l'aigle allemand (d) (monument aux morts)      | Copie d'après Charles-Henri Pourquet | Saint-Séverin            | Devant la Poste                                                                    |                                       | À déterminer | à géolocaliser                     | Poilu écrasant l'aigle allemand (d) (monument aux morts)                                                                          |
| Monument aux morts                                            | À déterminer                         | Segonzac                 | À côté de l'église Saint-Pierre                                                    |                                       | À déterminer | à géolocaliser                     | Monument aux morts |
| Monument aux morts                                            | À déterminer                         | Souffrignac              | À déterminer                                                                       |                                       | À déterminer | à géolocaliser                     | Monument aux morts |
| Monument aux morts                                            | À déterminer                         | Villebois-Lavalette      | Devant la mairie                                                                   |                                       | À déterminer | à géolocaliser                     | Monument aux morts |
| Monument aux morts                                            | À déterminer                         | Villefagnan              | À déterminer                                                                       |                                       | À déterminer | à géolocaliser                     | Monument aux morts |
| Le Poilu mourant en défendant le Drapeau (monument aux morts) | À déterminer                         | Villejésus               | À déterminer                                                                       |                                       | À déterminer | à géolocaliser                     | Le Poilu mourant en défendant le Drapeau (monument aux morts)                                                                     |
| Monument aux morts                                            | René Pajot                           | Yvrac-et-Malleyrand      | Devant l'église Saint-Vivien                                                       |                                       | À déterminer | à géolocaliser                     | Image manquante |

### Fontaines
| Œuvre                   | Auteur                                | Commune             | Localisation                                   | Notes                                                                                         | Installation | Coordonnées    | Illustration                                                  |
| ----------------------- | ------------------------------------- | ------------------- | ---------------------------------------------- | --------------------------------------------------------------------------------------------- | ------------ | -------------- | ------------------------------------------------------------- |
| Fontaine Wallace        | Copie d'après Charles-Auguste Lebourg | Angoulême           | Dans le jardin Vert                            |                                                                                               | 1934         | à géolocaliser | Image manquante                                               |
| Fontaine Abadie         | Louis-Alexandre Romagnesi             | Angoulême           | Au centre de la place Francis Louvel           | Érigée devant le palais de justice en 1833-1836, à quelques mètres de son emplacement actuel. | 1951-1952    | à géolocaliser | Fontaine Abadie« Fontaine Abadie à Angoulême », sur e-monumen |
| Fontaine                | Mathurin Moreau                       | Angoulême           | Sur la place du Minage                         |                                                                                               | 1869         | à géolocaliser | Fontaine« Fontaine à Angoulême », sur e-monumen               |
| Bassin-fontaine         | À déterminer                          | Angoulême           | Sur la place du Palet                          |                                                                                               | À déterminer | à géolocaliser | Bassin-fontaine                                               |
| Fontaine François Ier   | À déterminer                          | Cognac              | Sur la place de la Fontaine, devant le château | Inscrit MH (1925)                                                                             | À déterminer | à géolocaliser | Fontaine François Ier                                         |
| Fontaine de la Fontorse | À déterminer                          | Confolens           | Sur la place de la Fontorse                    |                                                                                               | À déterminer | à géolocaliser | Fontaine de la Fontorse                                       |
| Fontaine François Ier   | À déterminer                          | Ruelle-sur-Touvre   | À déterminer                                   | Inscrit MH (1925)                                                                             | À déterminer | à géolocaliser | Fontaine François Ier                                         |
| Fontaine des halles     | À déterminer                          | Villebois-Lavalette | Sur la place des Halles                        |                                                                                               | 1850         | à géolocaliser | Fontaine des halles                                           |

### Œuvres disparues ou retirées
| Œuvre                             | Auteur            | Commune                  | Localisation                    | Notes | Installation | Coordonnées                        | Illustration                     |
| --------------------------------- | ----------------- | ------------------------ | ------------------------------- | --- | ------------ | ---------------------------------- | -------------------------------- |
| Statue du docteur Jean Bouillaud, | Raoul Verlet      | Angoulême                | Place Bouillaud                 | Représentait Jean Bouillaud. Fondue sous le régime de Vichy, dans le cadre de la mobilisation des métaux non ferreux. Le moulage en plâtre de la tête est conservé dans le musée. | 1885         | à géolocaliser                     | Image manquante                  |
| L'Illusion                        | Félix Charpentier | Barbezieux-Saint-Hilaire | Dans le jardin l'hôtel de ville | Exposée au musée du Luxembourg en 1896. Retirée en 1918 et entreposée dans un dépôt d'œuvres d'art d'État. Transférée au musée d'Orsay en 1986.                                   | 1953         | à géolocaliser                     | Image manquante                  |
| Sans titre (Thème de l'affiche)   | Jacques Villeglé  | Cognac                   | Musée des arts du cognac        | | 2004         | 45° 41′ 43″ nord, 0° 19′ 56″ ouest | Sans titre (Thème de l'affiche)  |
| Sans titre (Thème de l'alphabet)  | Jacques Villeglé  | Cognac                   | Musée des arts du cognac        | | 2004         | 45° 41′ 44″ nord, 0° 19′ 55″ ouest | Sans titre (Thème de l'alphabet) |